# 許南薫
許 南薫（ホ・ナムン、朝鮮語: 허남훈/許南薰、1937年1月27日 - 2006年2月10日）は、大韓民国の公務員、弁護士、政治家。第4代工業振興庁長、第32代商工部次官、第2代環境処長官、第15代韓国国会議員を歴任した。
本貫は金海許氏。

## 経歴
日本統治時代の京畿道振威郡（現・平沢市）出身。景福高等学校、ソウル大学校法科大学、同校司法大学院修了。高等試験行政司法文科合格。財務部事務官、商工部総務課長・監査官・繊維工業局長・流通輸入局長・動力開発局長、動力資源部電気局長・企画管理室長・資源政策室長、大統領秘書室経済秘書官、工業振興庁長、商工部次官、大田エキスポ組織委員会事務総長、環境処長官、国会議員、自民連政策委員会議長、韓国ガス公社理事長などを務めた。特に1990年9月19日、盧泰愚大統領により環境処長官に任命されたが、1991年3月ごろに発生した亀尾市にある斗山電子による洛東江へのフェノール流出で、大邱地域の上水源が汚染された事件の責任を問われ、次官と共に更迭された。
2006年2月10日、持病により死去。享年70。